# Pseudopanthera himalayica
Pseudopanthera himalayica är en fjärilsart som beskrevs av Swinhoe 1888?. Pseudopanthera himalayica ingår i släktet Pseudopanthera och familjen mätare. Inga underarter finns listade.